# Balázs Sziva

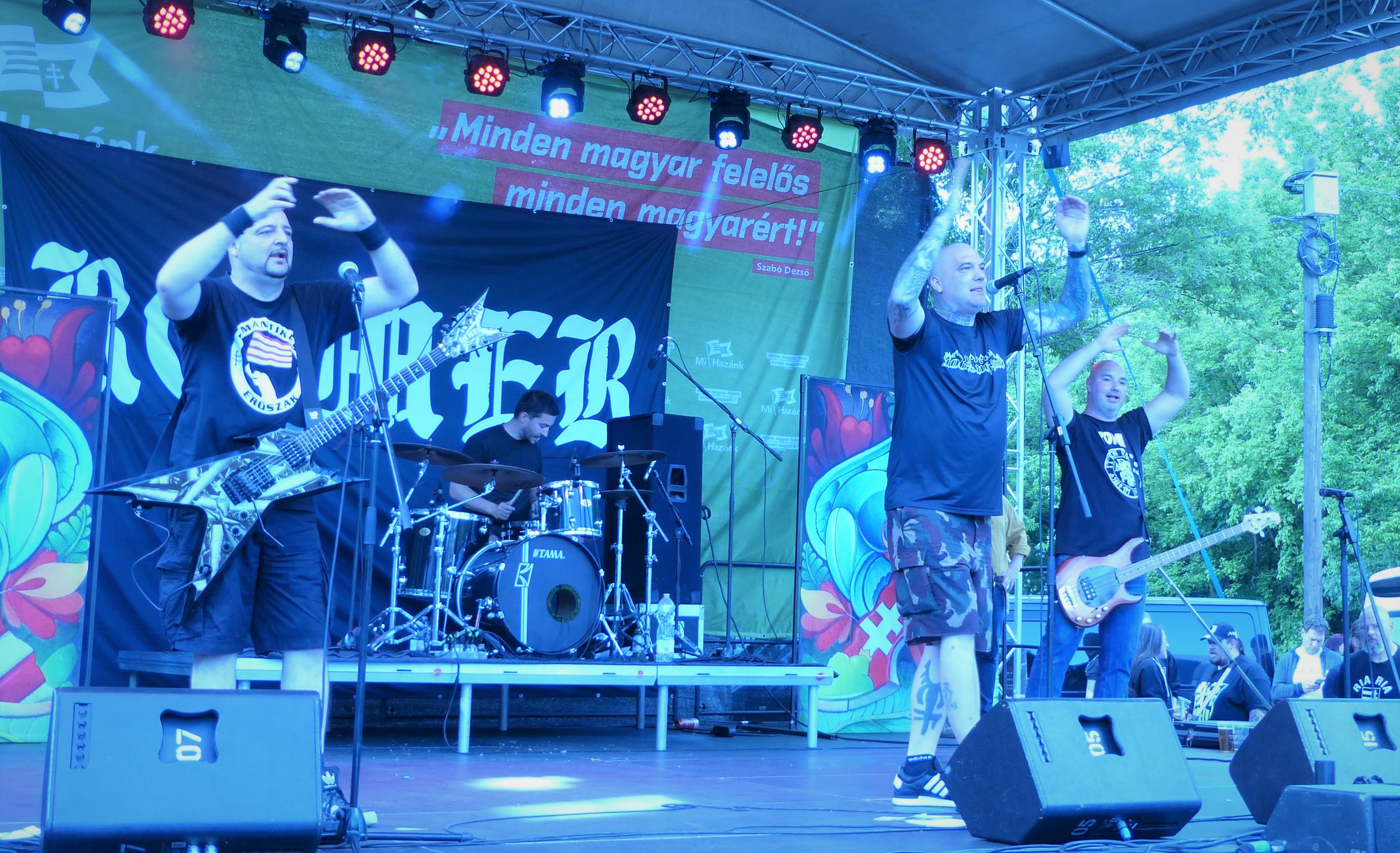
Mi Hazánk Familientag 29.05.2021 Sziva Balázs mit Romantikus Erőszak / Romer

Balázs Sziva (ungarisch Sziva Balázs; * 29. Januar 1977) ist ein ungarischer Musiker. Er ist Frontmann von Romantikus Erőszak (seit 1994) sowie Sänger von Hungarica von 2007 bis 2012 und wieder ab 2020. Er ist der Gründer des Plattenlabels Hadak Útja.

## Geschichte
Im März 1994 gründete er zusammen mit zwei Klassenkameraden Romantikus Erőszak, die er seither leitet. 2007 schloss er sich der neuen Band Hungarica unter der Leitung des Gitarristen Norbert Mentes von Moby Dick an, in der er bis Februar 2012 sang. 2010 produzierte er zusammen mit zwei ehemaligen Beatrice-Mitgliedern, dem Gitarristen Joe Vedres und dem Keyboarder Bertalan Hirlemann, ein Skrewdriver Balladen Album in ungarischer Sprache. Im Jahr 2020 wird er wieder für Hungarica antreten.
Seit 2002 tritt er regelmäßig bei den Demonstrationen und Gedenkveranstaltungen der nationalradikalen Parteien (MIÉP, Budaházy, MÖM, HVIM, Betyársereg, Jobbik und heute Mi Hazánk) auf.
Im Herbst 2003 gründete er das Plattenlabel Hadak Útja, das zunächst CDs von Romantikus Erőszak in Zusammenarbeit mit Rockworld Bt. veröffentlichte. Vier Jahre später, Ende 2007, wurde Hadak Útja zum Tochterlabel von Hammer Music (heute H-Music), Ungarns größtem unabhängigen Rock/Metal-Label, und veröffentlichte von da an vor allem Alben von Romantikus Erőszak und Hungarica, in den letzten Jahren aber auch Alben von Oi-KOR, Szent Suhancok, Cool Head Klan, Egészséges Fejbőr, Stratégia und Palmetta.

## Als Gastsänger bei anderen Bands
- Kárpátia "Tűzzel, vassal" CD (2004)
- Oi-KOR "Tudom, hogy holnap" CD (2005)
- Archívum "Vagyok aki voltam, leszek aki vagyok" CD (2008)
- Turán "Ütött az óra" CD (2011)
- RPG "Nyugat-Magyarország" CD (2011)
- Szebb Napok "Pohárköszöntő" (2013)
- Hungarica "London hiába vár" (2015)
- Testvériség "Nem bántam meg semmit" CD (2016)
- Action "Állatkínzó" dal (2017)
- Kárpátia "Egyenes gerinccel" CD (2019)
- Bajna "Vesszen Trianon" (2020)